# راسل أول
راسل أول (بالإنجليزية: Russell Ohl)‏ هو مهندس ومخترع أمريكي عاش في الفترة ما بين سنتي 1898 و1987.
كان لراسل أول إسهامات في مجال صناعة أشباه الموصلات، حيث وضع براءة اختراع لتصميم الخلايا الشمسية؛ كما اكتشف ظاهرة وصلة الموجب والسالب في السيليكون.